# Kellan Grady
Pour les articles homonymes, voir Grady.
Kellan Grady, né le 11 septembre 1997 à West Roxbury, dans le Massachusetts aux États-Unis, est un joueur américain de basket-ball évoluant au poste d'arrière à la Chorale de Roanne en Betclic Élite.

## Biographie

### Carrière universitaire
Entre 2017 et 2021, il joue pour les Wildcats de Davidson au Davidson College.
Entre 2021 et 2022, il joue pour les Wildcats du Kentucky à l'université du Kentucky.

### Carrière professionnelle

#### Gold de Grand Rapids (2022-2023)
Le 23 juin 2022, automatiquement éligible à la draft 2022 de la NBA, il n'est pas sélectionné.
Le 9 juillet 2022, il signe un contrat avec les Nuggets de Denver. Il participe à la NBA Summer League de Las Vegas avec les Nuggets. Le 11 octobre 2022, il est libéré de l'effectif des Nuggets.
Le 25 octobre 2022, il rejoint l'équipe de G-League affiliée aux Nuggets, le Gold de Grand Rapids.

#### Chorale de Roanne (depuis 2023)
Le 2 juin 2023, il signe un contrat avec l'équipe française de la Chorale de Roanne.

## Palmarès

### Carrière universitaire
- 2× First-team All-Atlantic 10 en 2019 et 2021
- 2× Second-team All-Atlantic 10 en 2018 et 2020
- 3× Catholic Conference All Star
- 2015 Massachusetts State Champion

## Statistiques

### Universitaires
Les statistiques de Kellan Grady en matchs universitaires sont les suivantes :
| Saison    | Équipe   | Matchs | Titul. | Min./m | % Tir | % 3pts | % LF | Rbds/m. | Pass/m. | Int/m. | Ctr/m. | Pts/m. |
| --------- | -------- | ------ | ------ | ------ | ----- | ------ | ---- | ------- | ------- | ------ | ------ | ------ |
| 2017-2018 | Davidson | 33     | 32     | 35,2   | 50,1  | 37,2   | 80,4 | 3,27    | 1,94    | 0,82   | 0,09   | 17,97  |
| 2018-2019 | Davidson | 30     | 30     | 37,6   | 45,1  | 34,1   | 73,5 | 4,47    | 1,90    | 1,03   | 0,17   | 17,27  |
| 2019-2020 | Davidson | 30     | 29     | 35,7   | 46,1  | 37,2   | 79,7 | 4,23    | 2,50    | 1,17   | 0,17   | 17,17  |
| 2020-2021 | Davidson | 22     | 22     | 34,2   | 47,1  | 38,2   | 67,6 | 4,59    | 2,36    | 0,77   | 0,23   | 17,09  |
| 2021-2022 | Kentucky | 34     | 34     | 32,9   | 44,6  | 41,5   | 74,4 | 2,12    | 1,29    | 0,79   | 0,06   | 11,38  |
| Carrière  | Carrière | 149    | 147    | 35,1   | 46,7  | 37,8   | 76,0 | 3,64    | 1,96    | 0,92   | 0,13   | 16,03  |